# Tesařov (přírodní památka)
Tesařov je přírodní památka v katastrálním území Polubný spadajícím pod obec Kořenov v okrese Jablonec nad Nisou. Předmětem ochrany jsou podmáčené pcháčové a rašelinné louky s bohatým výskytem chráněného druhu prstnatce májového (Dactylorhiza majalis).

## Historie
Území bylo chráněno historicky, od roku 1968 je součástí chráněné krajinné oblasti Jizerské hory. Aktuálně spadá do III. zóny chráněné krajinné oblasti. V roce 2010 byl vydán nový plán péče pro chráněnou krajinnou oblast Jizerské hory. V jeho rámci byl uveden výčet cenných lokalit, které měly být prověřeny s cílem vyhlášení nových zvláště chráněných území. V tomto dokumentu byl uveden název přírodní památky „Prstnatcová louka v Tesařově”.
Od roku 2012 dle informací uváděných v návrhu na vyhlášení zvláště chráněného území přírodní památky Tesařov je v lokalitě prováděn ochranářský management spočívající v kosení vybraných druhově neudržovaných ploch na obecních pozemcích v jižní části přírodní památky. Naproti tomu louky v severní části chráněného území jsou pravidelně koseny vlastníky pozemků.
V roce 2013 bylo provedeno geodetické zaměření území, které posloužilo jako podklad pro vyhlášení přírodní památky. Území představuje jednu z nejbohatších populací ohroženého prstnatce májového v území chráněné krajinné oblasti Jizerské hory, proto bylo orgánem ochrany přírody a krajiny vyhodnoceno, že je třeba území věnovat další pozornost. Ochranářská hodnota podmáčených luk spočívá v jejich celkové druhové pestrosti. Vyjma prstnatce májového se v území nachází i jiné zvláště chráněné a ohrožené druhy rostlin. Vyhlášením přírodní památky došlo k nastavení pravidel v podobě zákazu činností: odvodňování pozemků, hnojení pozemků, ukládání biomasy, provozování intenzivní pastvy hospodářských zvířat je proto v území zakázáno.

## Flora
Podle Katalogu biotopů České republiky jde o ekosystém zamokřených luk ostřicového až pcháčového typu (svaz Calthion a Caricion canescenti-negrae) místy s hojným výskytem prstnatce májového a s roztroušeným náletem keřových vrb.
Prstnatec májový se v přírodní památce nachází v počtu stovek kvetoucích jedinců.  Je zde řídce zastoupen také prstnatec Fuchsův (Dactylorhiza fuchsii), ostřice rusá (Carex flava), vrbovka bahenní (Epilobium palustre), vrbovka tmavá (Epilobium obscurum), kozlík dvoudomý (Valeriana dioica). Rostou zde i trsy kýchavice bílé Lobelovy nebo suchopýru pochvatého (Eriophorum vaginatum), které jsou charakteristické pro horské louky. V okraji náletové olšiny byl zjištěn česnek hadí (Allium victorialis), který je silně ohroženým druhem. Luční mokřad doplňují skupinky až souvislé porosty náletových dřevin - olší (Alnus) a vrb (Salix).

## Galerie

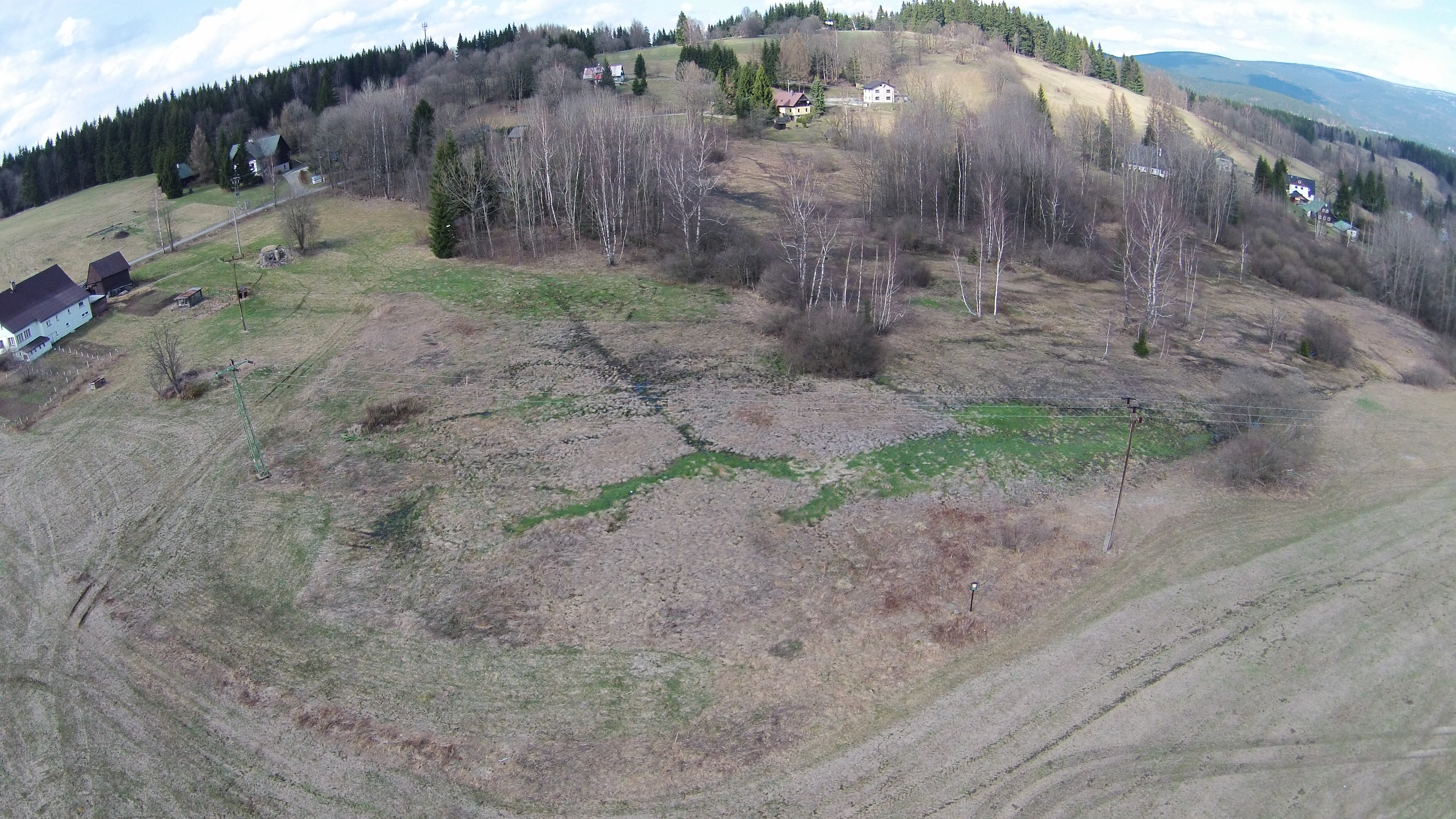
Tesařov ze vzduchu na jaře
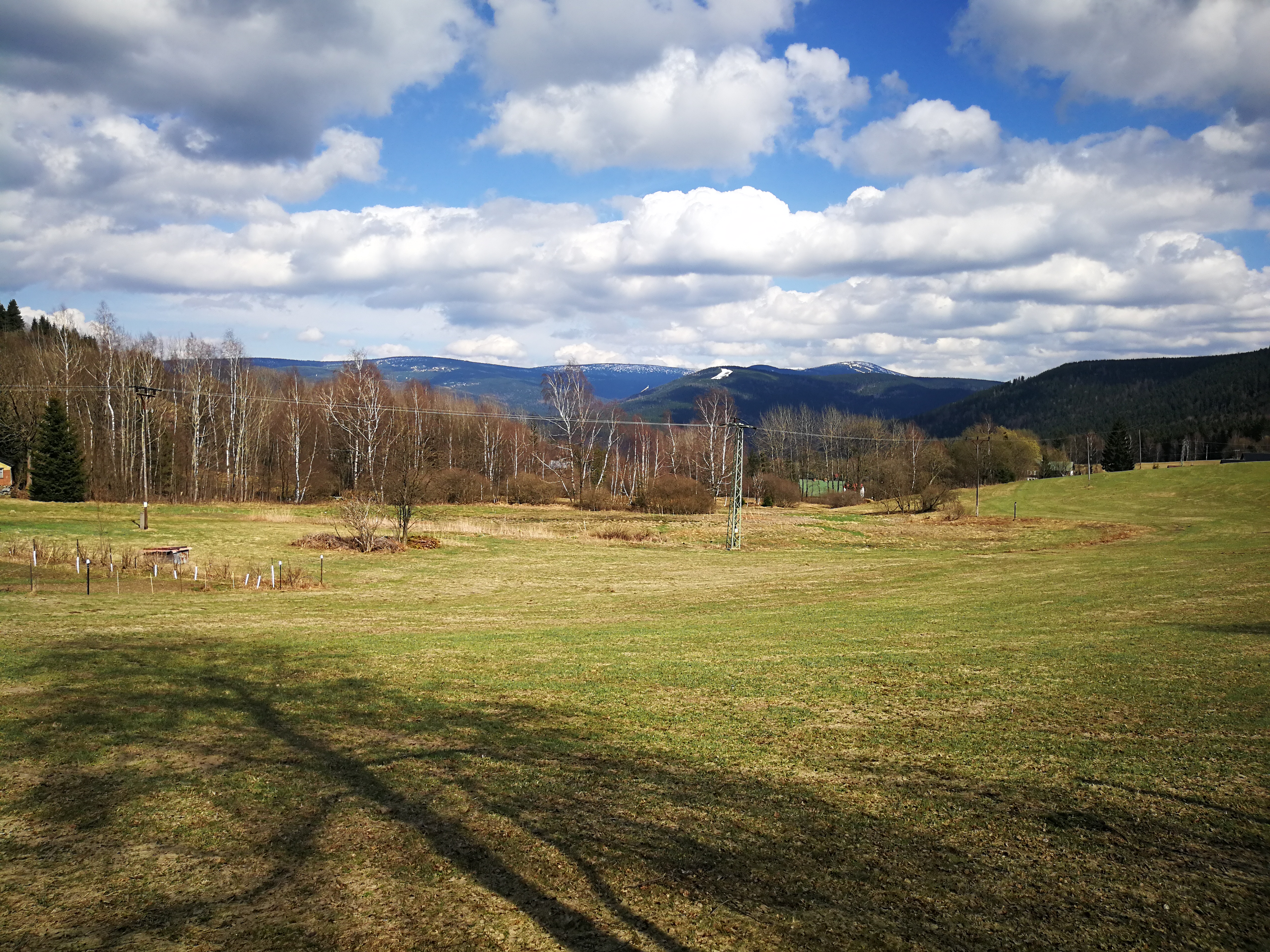
Předjaří
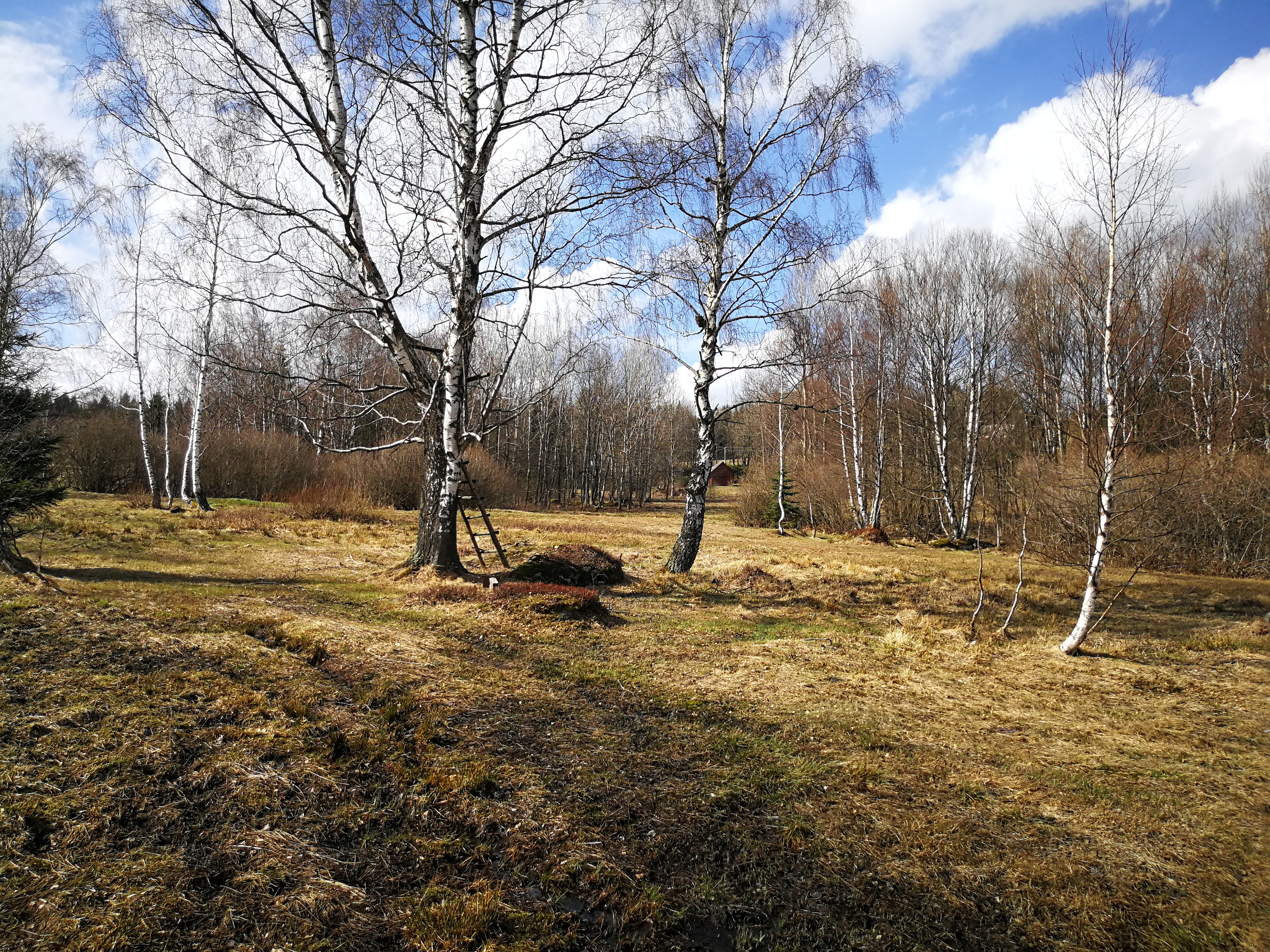
Břízy s posedem